# Pour toi, public 2
Pour toi, public 2 est un DVD de sketchs de l'humoriste Franck Dubosc. Il a été produit en 2006 et fait suite au spectacle Pour toi, public.

## Les sketchs
1. L'adolescent
2. L'amoureux
3. Le kéké des plages
4. La tête à claques
5. Le péteur
6. Le rappeur
7. Marrakech
8. L'hypocrite
9. Le fumeur
10. Le berger
11. Le sous-marin
12. Le relou
13. La chipie
14. L'homme qui murmurait à l'oreille de n'importe quoi
15. Saint-Tropez

## Commentaires
- Le DVD est sorti le 28 novembre 2006.
- Il est accompagné par l'acteur José Gaudin[1],[2]